# Xian de Leye
Le xian de Leye (乐业县 ; pinyin : Lèyè Xiàn; zhuang: Lozyez Yen) est un district administratif de la région autonome du Guangxi en Chine. Il est placé sous la juridiction de la ville-préfecture de Baise.

## Démographie
La population du district était de 167 100 habitants en 2010,dont 50.09 % de Zhuang, groupe ethnique principalement concentré dans cette région.

## Tourisme
le Pont de Xianren (simplifié: 仙人桥, traditionnel: 仙人橋), également connu sous le nom de "pont Féerique", est la plus grande arche naturelle du monde avec une portée de 120 mètres. Le pont est sculpté dans le calcaire karstique de la rivière Buliu. Il est situé dans le xian de Leye.